# وینچستر
وینچستر (به انگلیسی: Winchester) شهری است در انگلستان واقع در ناحیه جنوب شرقی انگلستان. جمعیت این شهر بر پایه آمار سال ۲۰۱۸ و با در نظر گرفتن منطقه بزرگتر وینچستر که شامل شهرک‌های نیو اولرسفورد و بیشاپس والتام می‌باشد جمعیتی بالغ بر ۱۲۴،۲۹۵ نفر را داراست.

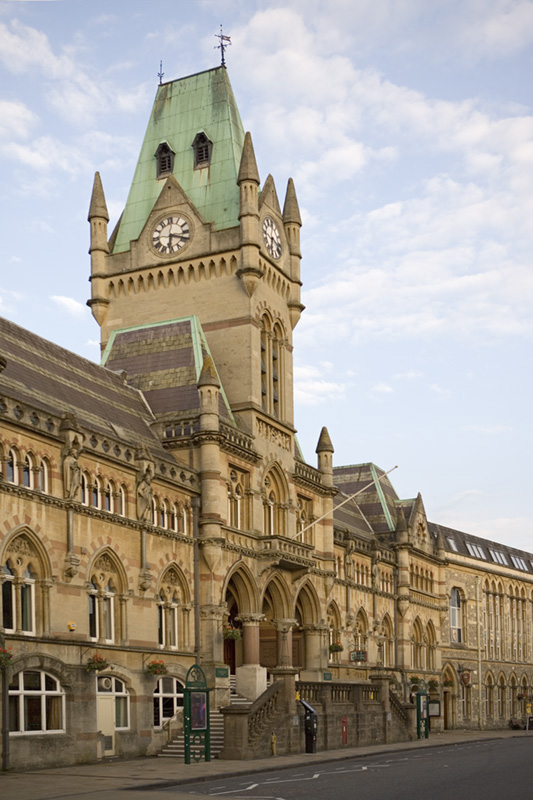
ساختمان شهرداری وینچستر، ساخته ۱۸۷۱